# Tipula (Acutipula) quadrinotata
Tipula (Acutipula) quadrinotata is een tweevleugelige uit de familie langpootmuggen (Tipulidae). De soort komt voor in het Oriëntaals gebied.